# Parkash Singh Badal

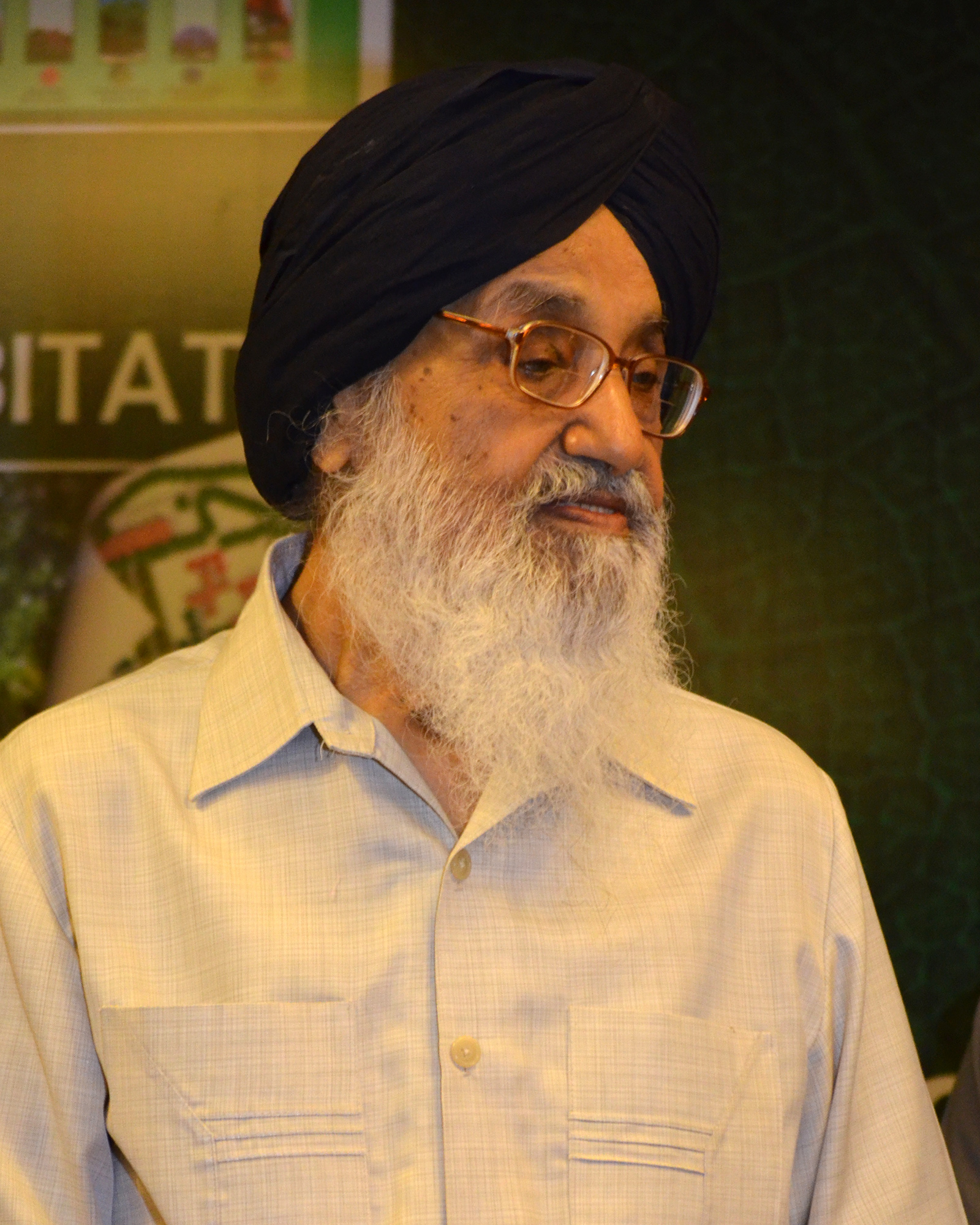
Parkash Singh Badal (2014)

Parkash Singh Badal (Panjabi ਪਰਕਾਸ਼ ਸਿੰਘ ਬਾਦਲ, * 8. Dezember 1927 im Dorf Abul Khuruna, Distrikt Faridkhot, Punjab, damals Britisch-Indien; † 25. April 2023 in Sahibzada Ajit Singh Nagar, Punjab) war ein indischer Politiker und mehrfacher Chief Minister (1970–1971, 1977–1980, 1997–2002, 2017–2017) des indischen Bundesstaats Punjab.

## Biografie
Badal begann seine politische Laufbahn bereits vor der Souveränität Indiens und trat 1947 der Shiromani Akali Dal (SAD) bei, einer Partei der Sikhs im Punjab. 1957 wurde er als Kandidat der SAF erstmals zum Abgeordneten der Staatsversammlung (State Assembly) des Bundesstaates Punjab gewählt und als solcher 1969 und 1972 wiedergewählt.
Im Februar 1969 wurde er von Chief Minister Gurinam Singh als Entwicklungsminister in die Staatsregierung des Punjab berufen. Am 27. März 1970 wurde er dessen Nachfolger und war damit bis zum 13. Juni 1971 erstmals selbst Chief Minister von Punjab. Nach der Zeit der vom Präsidenten angeordneten Verwaltung durch die Zentralregierung (President’s rule) war er von 1972 bis Juli 1975 Führer der Opposition (Leader of the Opposition) in der Staatsversammlung. Während der Verhängung des Ausnahmezustandes über den Punjab befand er sich vom 9. Juli 1975 bis zum 19. Januar 1977 in Haft.
Er wurde im März 1977 als Vertreter des Wahlkreises Faridkot zum Abgeordneten des Unterhauses (Lok Sabha) gewählt. Am 26. März 1977 wurde er von Premierminister Morarji Desai zum Minister für Landwirtschaft und Bewässerung in die Unionsregierung berufen. Von diesem Amt trat er jedoch bereits am 17. Juni 1977 zurück und wurde drei Tage später am 20. Juni 1977 wieder Chief Minister in Punjab. Seine SAD erlitt jedoch bei den Wahlen zur Staatsversammlung im Februar 1980 eine Niederlage, so dass er am 16. Februar 1980 sein Amt als Chief Minister verlor.
Sowohl 1980 als auch 1985 wurde er wieder zum Abgeordneten der Staatsversammlung gewählt, in der er erneut Oppositionsführer war.
Nach dem Wahlsieg seiner Partei im Februar 1997 wurde er am 12. Februar 1997 zum dritten Mal Chief Minister, wobei er diesmal eine Koalition mit der Bharatiya Janata Party (BJP) bildete, die sich bis zum 26. Februar 2002 im Amt befand.
Bereits im Vorfeld der Wahlen von 2007 bildete er wieder ein Wahlbündnis mit der BJP, so dass ein überwältigender Wahlerfolg gelang. Am 2. März 2007 konnte er dadurch zum vierten Mal Chief Minister werden. In seine neue Regierung berief er mit seinem Schwiegersohn Adesh Partap Singh Kairon, seinem Neffen Manpreet Singh Badal, dem Schwager seines Sohnes Sukhbir Badal (Bikram Singh Majithia) sowie einem weiteren engen Verwandten Janmeja Singh Sekhon gleich vier Mitglieder seiner Familie in die Regierung des Bundesstaates. Bei den Wahlen 2012 wurden, entgegen der meist im Punjab herrschenden Wechselstimmung, die amtierende Regierungskoalition wiedergewählt und Parkash Singh Badal im Amt bestätigt. Die Parlamentswahl 2017 im Punjab ging jedoch für die BJP-SAD-Koalition verloren. Am 16. März 2017 wurde Amarinder Singh (Kongresspartei) als Nachfolger von Parkash Singh Badal in das Amt des Chief Ministers gewählt.
Seine Gattin verstarb im Jahre 2011. 2015 wurde er mit dem Padma Vibhushan ausgezeichnet.